# Gerard Marie Sutorius
Gerard Marie Sutorius (Rotterdam, 23 maart 1879 – Nijmegen, 18 oktober 1967) was een Nederlands politicus. Hij was van 1907 tot 1942 burgemeester van Didam, Belfeld, Monster, Teteringen & Princenhage. Hij was lid van de Roomsch-Katholieke Staatspartij (RKSP)

## Biografie
Na een rechtenstudie gevolgd te hebben en burgemeester te zijn geweest in Didam. Belfeld en Monster wordt de in Rotterdam geboren Gerard Marie Sutorius in 1921 burgemeester van Teteringen. Sutorius is een echte carrièreburgemeester, wat in die tijd erg modern was. Sutorius belandt midden in de annexatieproblemen. Teteringen trekt samen met Ginneken en Bavel en met Princenhage ten strijde tegen de dreigende inlijving door Breda. Als burgemeester krijgt hij al na een korte tijd een straat naar zich genoemd. In 1922 besluit de raad van Teteringen tot de naamgeving van de Burgemeester Sutoriusstraat, in het gebied achter de Baronielaan, waar door zijn bemoeienis een aantal moderne betonwoningen waren gerealiseerd. Vijf jaar later komt de Zandberg door een grote annexatie in Bredase handen. Dat betekent het einde van de Burgemeester Sutoriusstraat, de nieuwe naam wordt Zandbergdwarsstraat. De burgemeester zwaaide in 1934 twaalf en een half jaar de scepter in Teteringen en zei bij die gelegenheid dat “als de raad mij niet moe is, dan blijf ik”. Toch zag hij een jaar later af van dat voornemen en vertrok naar Princenhage. Bij die beslissing heeft zonder twijfel de annexatie van 1927 een rol gespeeld. Daarbij raakte Teteringen meer dan de helft van haar grondgebied kwijt en dat moet de burgemeester niet lekker hebben gezeten. Onder meer de Cereststraat, waar Sutorius en zijn gezin nota bene woonden, ging bij die gelegenheid over naar Breda. De burgemeester is dus een tijd lang inwoner van Breda geweest.

Op 56-jarige leeftijd werd Gerard Sutorius burgemeester van Princenhage en werd op 6 mei 1935 op grootse wijze ingehuldigd. Hiervan is een tien minuten durende film bewaard gebleven, waarop te zien is hoe heel Princenhage uitloopt voor de nieuwe burgemeester. 

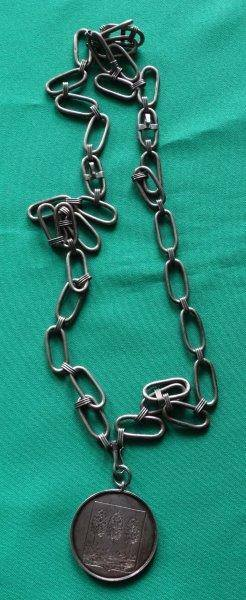
De originele Ambtsketen van Princenhage, zoals hij gedragen is tot aan de annexatie in 1942

 De Markt en het gemeentehuis zijn prachtig versierd en alle vlaggen hangen uit. Een bonte stoet van verenigingen trekt langs het bordes waar Sutorius het defilé afneemt. Voor zijn gezin liet hij in de Parklaan (nu Laan van Mertersem nr.2) een groot huis met rieten dak bouwen. Zijn vrouw Marie heeft er slechts kort gewoond, zij stierf plotseling in 1937. In Princenhage krijgt Sutorius opnieuw te maken met annexatieplannen. Tegenstribbelen helpt niet, op 1 januari 1942 wordt Princenhage en ook de gemeente Ginneken ingelijfd. De burgemeester vertrekt naar Heesch bij Nijmegen. Na zijn overlijden in 1967 wordt hij in Princenhage begraven. 

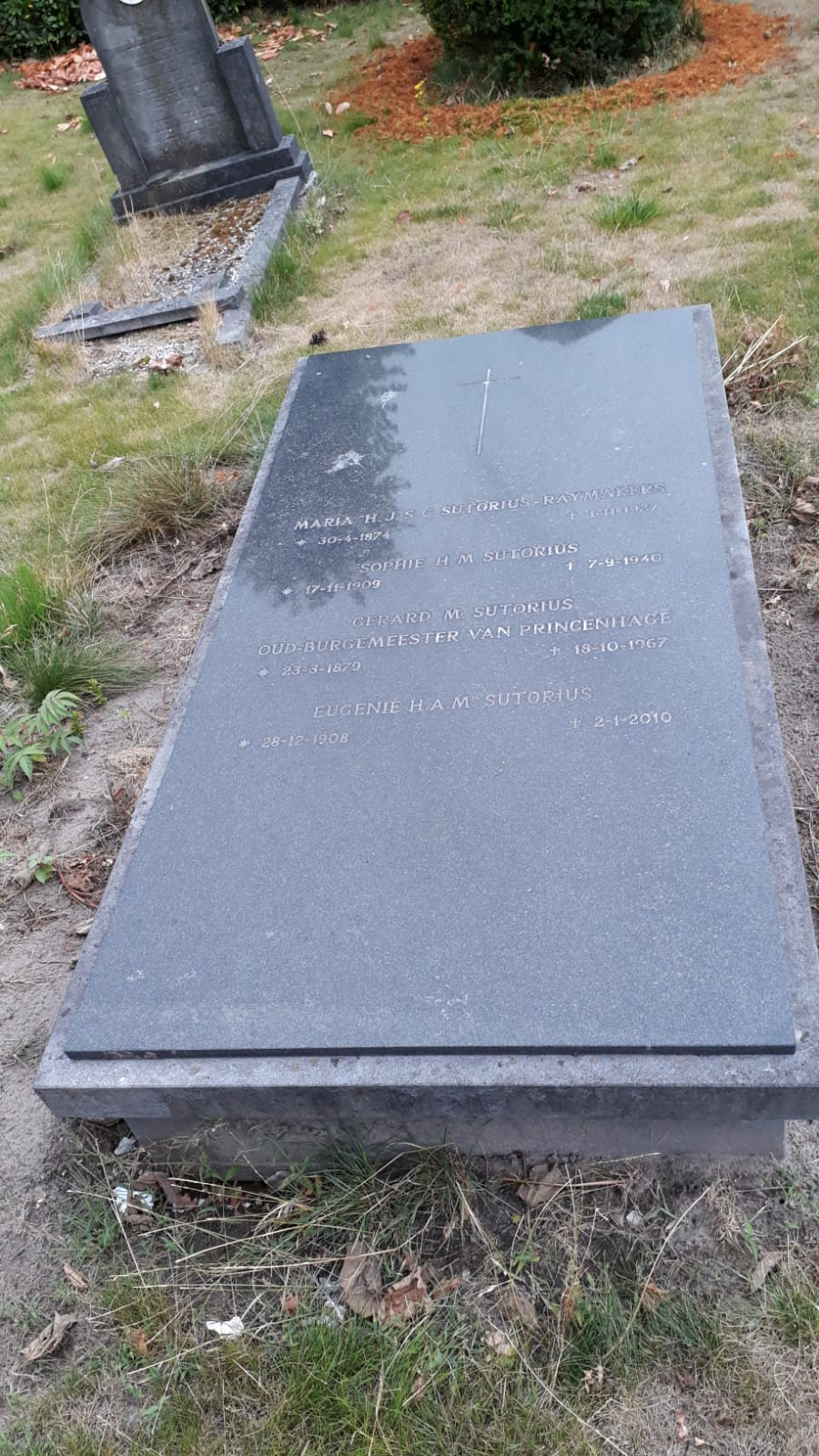
Grafmonument van Oud-Burgemeester Gerard Marie Sutorius op de begraafplaats St. Martinus te Princenhage.